# Edificio en calle Sant Josep 26 de Alcoy
El edificio en la calle Sant Josep número 26 de Alcoy, situado en la ciudad de Alcoy (Alicante), España, es un edificio residencial de estilo modernista valenciano construido en el año 1908, que fue proyectado por el arquitecto Timoteo Briet Montaud.

## Descripción
El edificio es obra del arquitecto contestano Timoteo Briet Montaud en 1908. Fue construida a instancias de Miguel Payà Pérez. Se halla en proceso de restauración. Consta de planta baja y cuatro alturas.
En la edificación destaca su elaboración en piedra, el mirador de color blanco ubicado en el chaflán, las barandillas de los balcones, curvadas en hierro forjado con decoración floral y los amplios ventanales de la planta baja, también con formas curvilineas.
Posteriormente a su construcción, el arquitecto realizaria su propia casa, Casa Briet, en el número inmediatamente contiguo a este.